# Unione Sportiva Miranese Calcio
L'Unione Sportiva Dilettantistica Miranese Calcio è la principale società calcistica di Mirano nella Città metropolitana di Venezia.

## Storia
Fondata nel 1919, nel 1947-1948 partecipa al suo primo e unico campionato di Serie C. Nella stagione 1948-1949 disputa il suo primo campionato di quarto livello all'epoca chiamata Promozione
Il suo ultimo campionato disputato in questa categoria fu il Campionato Nazionale Dilettanti 1995-1996. In questa serie ha preso parte in totale a 20 campionati.
Nella stagione 1973-1974 vince la Coppa Italia Dilettanti. Nel 1974 avrebbe dovuto disputare la Coppa Ottorino Barassi, competizione che vedeva in lizza le vincenti della Coppa Italia Dilettanti e della Coppa Dilettanti d'Inghilterra. La gara che avrebbe dovuto disputare contro il Bishop's Stortford Football Club non si svolse per problemi di organizzazione.
Nel 1978 viene premiata dal C.O.N.I. con la Stella d'argento per meriti sportivi.

## Statistiche e record

### Partecipazione ai campionati nazionali
| Livello | Categoria                       | Partecipazioni | Debutto   | Ultima stagione | Totale |
| ------- | ------------------------------- | -------------- | --------- | --------------- | ------ |
| 3º      | Serie C                         | 1              | 1947-1948 | 1947-1948       | 1      |
| 4º      | Promozione Interregionale       | 4              | 1948-1949 | 1951-1952       | 9      |
| 4º      | Campionato Interregionale       | 1              | 1958-1959 | 1958-1959       | 9      |
| 4º      | Serie D                         | 4              | 1959-1960 | 1962-1963       | 9      |
| 5º      | Campionato Interregionale       | 7              | 1982-1983 | 1988-1989       | 11     |
| 5º      | Campionato Nazionale Dilettanti | 4              | 1992-1993 | 1995-1996       | 11     |

## Palmarès

### Competizioni nazionali
- Coppa Italia Dilettanti: 1

1973-1974

### Competizioni regionali
- Prima Divisione: 1

1945-1946 (girone F)
- Campionato Nazionale Dilettanti: 1

1957-1958 (girone D)
- Eccellenza: 1

1991-1992 (girone B)
- Promozione: 2

1981-1982 (girone B), 1990-1991 (girone C)
- Prima Categoria: 1

1970-1971